# Bernard II. z Poitiers
Bernard (? – 844) byl franský šlechtic a krátce se stal hrabětem z Poitou. Byl otcem Bernarda z Gothie.

## Životopis
Jeho syn Bernard z Gothie se označoval za potomka Adalhelma z Autunu, možného blízkého příbuzného (bratra?) svatého Viléma z Gellone, jisté je však pouze to, že Bernard měl dva bratry, a to Emenona z Poitiers a Turpia, hraběte z Angoulême
Společně s bratrem Emenonem byl nucen opustit Poitiers roku 839, které obsadil Gerald, hrabě z Auvergne, na popud krále Ludvíka Pobožného, který Emenonovi odňal titul hraběte pro jeho podporu Pipina II. Akvitánského a Poitiers udělil synovi Gerarda Ramnulfovi.
Bernard je označovaný jako nástupce svého bratra Emenona, není však jisté, zda tento titul nezískal po smrti císaře Ludvíka Pobožného z rukou Pipina II. a zda fakticky Poitiers nedržel právě hrabě Ramnulf, který se těšil v nebývalé míře podpory Karla II. Holého, západofranského krále a později i císaře.
Pravděpodobnější je, že Bernard našel azyl u sousedního hraběte Renaulda v hrabstí Herbauges,  který císaři Ludvíkovi zachoval věrnost. Ten musel hájit svěřené hrabství Nantes, udělené mu Karlem II. Holým, proti samozvanému hraběti z Nantes, Lambertu II. († 853). Lambert byl úspěšnější a Nantes i hrabství obsadil a roku 843 hrabě Renauld zahynul v bitvě .
Bernard II. z Poitiers a Hervé, syn Ranaulda, padli proti stejnému nepříteli roku 844.

## Rodina
Bernanrd II. z Poitiers měl za manželku Bilichildu, dceru hraběte Rorica z Maine z rodu Rorgonovců. Měli spolu dva syny, a to:
- Bernarda, známého jako Bernard, markýz z Gothie († 879)
- Emenona

Oba tito jejich synové byly roku 878 exkomunikováni z církve papežem Janem VIII. Bernard z Gothie navíc odmítl složit hold novému západofranskému králi Ludvíku II. Koktavému, který ho postihl odebráním veškerých titlů a statků a nakonec ho i vojensky porazil za přispění Bernarda, hraběte z Auvergne.
Po smrti Bernarda vdovu Bilichildu pojal za manželku jeho sok Ramnulf z Poitiers, se kterou měl pak další tři děti, mezi nimi i Ramnulfa II., který však teprve roku 877 získal zpět Poitiers, do tohoto data obsazené Bernardem z Gothie.